# Herman Liebaers
Herman Liebaers, né à Tirlemont le 1er février 1919 et mort à Jette le 9 novembre 2010, est conservateur en chef de la Bibliothèque royale de Belgique et grand-maréchal à la Cour de Belgique.

## Ses parents
Son père, Frans Liebaers (1895-1957), était ouvrier aux activités successives et autodidacte. En 1918 il sympathisa à Tirlemont avec les soldats allemands en mutinerie qui adhéraient au mouvement Spartacus et porta même leur drapeau rouge au cours d'un défilé dans les rues de la ville. Il fut arrêté et encourut une peine de huit mois de prison. Il devint communiste (sans prendre la carte de membre), avec son ami War van Overstraeten et séjourna à Moscou en 1925 et 1927. Beaucoup de ses amis ayant disparu lors des vagues d'épuration, il devint un des premiers trotskistes en Belgique. Trotsky n'apprécia pas le pacifisme de Liebaers, qui ne correspondait pas avec les idées révolutionnaires du chef. Il ne fit dès lors que passer brièvement dans les rangs trotskistes.
En 1937 il passa quelques jours en Espagne auprès des Brigades internationales et auprès du Partido Obrero (POUM), trotskiste et anti-stalinien. De retour à Bruxelles il s'employa à susciter des enrôlements de jeunes volontaires. Il utilisait à cet effet l'hebdomadaire syndical Le Vêtement, qui lui permettait de propager ses idées gauchistes, révolutionnaires et pacifistes. Il était en effet devenu un des dirigeants de la Centrale du Vêtement, petit syndicat du textile. Il se trouvait à la tête du syndicat au Brabant. 
En 1934 il devint président de la Ligue anti-guerre. Jusqu'à l'aube de la Seconde Guerre mondiale il prôna le fusil brisé. Il demeura critique envers le Parti ouvrier belge, prédécesseur du Parti socialiste belge (PSB) et du PS. Il réprouva le plan De Man et condamna la participation gouvernementale des socialistes. Il ne put dès lors satisfaire ses ambitions politiques et fut seulement élu conseiller communal socialiste à Anderlecht (1938-1946). Au cours de la guerre et après, il devint Léopoldiste et fut éjecté de la direction du syndicat. 
Herman Liebaers avait peu d'estime pour son père et vénérait d'autant plus sa mère qui, après que le père eut abandonné sa famille en 1932, alla travailler au restaurant du Bon Marché.

## Études et premiers emplois
Après avoir fait ses humanités à l'Athénée royal de Bruxelles, Liebaers s'inscrivit en 1938 à l'université de Gand et y obtint en 1942 son diplôme de licence en philologie germanique. En 1955 il y ajouta un doctorat en philosophie et lettres. Sa thèse de licence étudia la poétesse Henriette Roland Holst-Van der Schalk et son mémoire de doctorat la poétesse Hélène Swarth.
Herman (qui devait son prénom à la vénération que son père avait pour le poète communiste néerlandais Herman Gorter), fut moins extrémiste que son géniteur. Tout en appartenant à la famille socialiste, il ne fut jamais membre du parti. Dans sa jeunesse il fut républicain, mais plus tard il évolua et devint un monarchiste convaincu. Franc-maçon, sa vie durant il appartint au Grand Orient de Belgique, comme membre de la loge bruxelloise et néerlandophone Branding.
En 1943, il fut arrêté en tant qu'otage, en même temps qu'une douzaine d'autres jeunes habitants de la cité-jardin Moortebeek à Anderlecht. Après 132 jours d'emprisonnement, avec d'abord un séjour fort pénible au camp de concentration du Fort de Breendonk, et ensuite plus clément à la prison de Huy, il fut libéré.
Fin 1943 débuta sa carrière auprès de la Bibliothèque royale de Belgique, interrompue en 1945 par le service militaire dans une petite unité rattachée à la Railway Traffic Organisation de l'armée britannique. Étant devenu caporal, il eut le futur écrivain Hugo Claus dans son équipe.
En 1950-51, il séjourna six mois aux États-Unis grâce à une bourse de la Fondation Fullbright et fut même pendant plusieurs semaines attaché à la Librairie du Congrès. En 1954, il quitta la Bibliothèque royale et devint bibliothécaire auprès du CERN à Genève.

## Bibliothécaire en chef
En 1956, sur décision du premier-ministre Achille Van Acker, il réintégra la Bibliothèque royale, en succédant au numismate Marcel Hoc à la tête de l'institution. Les grands travaux pour la construction d'une nouvelle bibliothèque furent poursuivis et le 17 février le roi et la famille royale vinrent inaugurer le nouveau bâtiment de la bibliothèque qui prit le nom de Bibliothèque roi Albert Ier (Albertina) en souvenir de ce roi.
Liebaers fut sollicité pour d'autres activités. Il devint membre du Comité d'histoire du Crédit communal de Belgique. En 1958 il fit partie du jury qui devait choisir le plus beau pavillon de l'Expo 58. Il devint également président du Collège des directeurs des institutions scientifiques nationales. Il fut surtout actif au sein des organismes et associations internationaux consacrés au livre et aux bibliothèques.
Il habita pendant seize ans avec son épouse Isa Hereng (1920-1986), germaniste de formation et journaliste au journal Het Laatste Nieuws, et leurs enfants Dirk et Inge (devenue professeur de génétique à la VUB), l'appartement de fonction au sommet de la Bibliothèque royale. Disposant gratuitement de cet appartement, il estima de son devoir d'y organiser régulièrement des déjeuners auxquels il invitait des personnes susceptibles de faire des dons à la bibliothèque. 
Tant dans ses fonctions de bibliothécaire que de grand maréchal, il se préoccupa du patrimoine culturel et intellectuel du pays. Exemples:
- Il prit l'initiative, de concert avec le directeur général du Crédit Communal de Belgique Marcel Vanaudenhove d'imprimer les cartes Ferraris, permettant ainsi de limiter strictement l'utilisation des originaux qui risquaient d'être détruits à force d'usage.
- Il obtint des autorités hongroises de pouvoir copier les nombreuses lettres du roi Léopold II à sa fille la princesse Stéphanie, et réussit l'échange entre un manuscrit hongrois détenu par l'Université catholique de Louvain et une collection d'incunables, d'anciens livres et de manuscrits, intéressants pour la Belgique.
- Il se trouva à la base de l'achat des archives de l'explorateur Stanley, par le Musée royal de l'Afrique centrale à Tervuren.

## Activités internationales
Liebaers fréquenta très tôt les milieux internationaux du livre et des bibliothèques. Il fut:
- en 1951-1956 : secrétaire adjoint de la 'Belgian American Educational Foundation'.
- en 1969-1974 : président de la 'International Federation of Library Associations' (IFLA) - à partir de 1974 président d'honneur.

En 1973 il présida L'Année internationale du Livre et reçut à la Foire internationale du livre à Francfort le premier Prix international du livre. 
Début des années 1970, découragé par le peu d'intérêt des pouvoirs publics pour la Bibliothèque royale, il décida de diriger sa carrière sur d'autres voies. À partir du 1er mai 1973 il devint consultant international au Council on Library Resources (CLR) à Washington DC. Le paléographe Martin Wittek lui succéda à la Bibliothèque royale.
Entre-temps, au cours de ses nombreux voyages, il avait fait la connaissance du Shah d'Iran et avait été chargé d'une mission de consultant pour la construction d'une nouvelle bibliothèque nationale à Téhéran.

## Grand Maréchal
En 1973, à la suggestion de Georges vanden Abeelen, qui était un ami du roi, Liebaers fut invité à devenir grand maréchal de la Cour. Il prit cette fonction le 1er janvier 1974 et la poursuivit jusqu'en novembre 1981. A cette époque, les principales fonctions à la Cour se répartissaient selon les origines politiques et communautaires. Lorsque le chef de cabinet était un catholique francophone de droite et le chef de cabinet adjoint un libéral, le grand-maréchal devait nécessairement être un néerlandophone de gauche et appartenant à la famille socialiste. Avant Liebaers, le poste fut en règle générale occupé par un membre de la noblesse, mais après lui ce furent des diplomates néerlandophones, étiquetés de gauche. Liebaers ne fut pas le premier Flamand, mais le premier véritable néerlandophone et le premier roturier occupant la fonction.
Ses mémoires démontrent les excellentes relations qu'il entretint avec le roi.

## Autres activités et fonctions
Liebaers fut :
- secrétaire du Vlaamse Club à Bruxelles (fin des années 1940)
- secrétaire du Cercle des Alumni de la Fondation universitaire
- membre du conseil d'administration et du comité exécutif du palais des Beaux-arts
- membre fondateur d'Europalia
- administrateur de la Fondation Roi Baudouin (1975-1985)
- président du Centre d'étude pour une société pluriculturelle (1982-1984)
- président de la Commission artistique pour le métro de Bruxelles
- membre de la Commission de philatélie
- professeur à la Vrije Universiteit Brussel
- docteur honoris causa de l'université Yale
- docteur honoris causa de l'université de Liverpool
- docteur honoris causa van het Kanazawa Institute of Technology (Japan)
- docteur honoris causa de l'Université Bordeaux III[1]
- membre de la Koninklijke Vlaamse Academie van België voor Wetenschappen en Kunsten
- membre du conseil d'administration (en 1979 président) de la Donation Royale
- membre du Comité international de la 'Biblioteca Wittockiana', Bruxelles
- président du conseil des commissaires de la Société générale de Belgique
- commissaire royal pour la restructuration des institutions scientifiques nationales (1981-1983). À sa grande colère le rapport qu'il rédigea fut classé sans suite.
- commissaire-général d'Europalia consacré à l'Espagne (1984-1985).
- président du comité scientifique pour Europalia Japon (1989)

L'heure s'annonça de la rédaction de mémoires et souvenirs. À la même époque les relations avec la Cour se refroidirent. Liebaers fit entendre de temps à autre quelque remarque critique. Lorsqu'au cours d'une interview parue dans De Morgen il fut cité comme ayant dit du prince Philippe qu'il n'avait pas l'étoffe d'un roi, la disgrâce fut complète. Il eut beau déclarer qu'il avait été cité abusivement et s'employer à rectifier le tir en déclarant que le prince s'acquittait fort bien de ses tâches à la tête de missions commerciales et que, avec la princesse Mathilde à ses côtés, il était parfaitement préparé à ses responsabilités futures, rien n'y fit.
Liebaers était un gastronome distingué, très connu dans les milieux culinaires. Il surprenait parfois les convives en distribuant une plaquette bibliophile avec des textes appropriés sortis de sa plume. Du temps de son grand-maréchalat, lorsqu'il allait en visite en province avec le roi, il arrivait qu'ils aillent déjeuner ou dîner incognito. Liebaers avait d'avance inspecté le restaurant qu'il proposait et lorsqu'il faisait la réservation il avait convenu de le faire au nom de « Jean Maréchal ». Le restaurateur savait alors qu'il pouvait s'attendre à une visite royale.
Il participa à de nombreux jurys, ce qu'il faisait d'autant plus volontiers lorsque les délibérations se terminaient autour d'une bonne table. Il fut membre du jury du concours d'architecture pour le Centre Beaubourg à Paris et président du jury pour l'immeuble de prestige que voulaient les autorités portuaires de Zeebrugge. Rem Koolhaas en fut le lauréat, mais la construction ne se fit pas.

## Publications
- Report by Herman Liebaers, surveying the Library of Congress Belgian material, 13 octobre-3 novembre 1950
- Hélène Swarths Zuidnederlandse jaren, Gand, 1964.
- Hélène Swarth. Brieven aan Pol de Mont, Gand, 1964
- 1954-1968, 15 années d'acquisitions, de la Première Pierre à l'inauguration officielle de la Bibliothèque, Bruxelles, 1969
- Liebaers on Libraries and the 37th Session of IFLA in Liverpool, Wilson Library Bulletin, 45, 10, 950-951, juin 1971
- Drie opstellen over het boek, Bruxelles, 1972
- Book promotion through libraries, New Delhi: Federation of Publishers and Booksellers Associations in India, 1973
- The impact of American and European librarianship upon each other, Chicago, 1977
- Small Talk about Great Books, Delivered on the Occasion of the seventh Annual Bromsen Lecture, Boston, Mass., 12 mai 1979.
- Mostly in the line of duty: thirty years with books, Den Haag, Boston, London, Martinus Nijhoff Publishers, 1980
- Meestal in opdracht. Brusselse kant-tekeningen van een bibliothecaris, La Haye, 1981
- Rond de Brusselse Warande, Bruxelles, 1988
- Autour Du Parc De Bruxelles, Bruxelles, 1988
- Van boek tot kroon, Bruxelles, 1991
- Un bibliothécaire entre Washington et Moscou pendant la guerre froide, 1992
- 4 Grandsons, 4 Carafes, Bruxelles, 1994
- Books over bombs, IFLA in Moscow, Augustus 1991, Roslyn, The Stonehouse Press, 1995
- Koning Boudewijn in spiegelbeeld. Getuigenis van een grootmaarschalk, Van Halewyck, 1998
- Baudouin en Filigrane, Témoignage d'un Grand Maréchal de la Cour, Labor, 1998
- Beyond Belgium, Royal and Other Adventures of a Librarian Worldwide., Van Halewyck, 2003

Herman Liebaers fut l'auteur de très nombreux avant-propos, introductions, présentations de livres, etc.

## Littérature
- Frans VANWIJNGAERDEN (ed.), Liber amicorum Herman Liebaers - Herman Liebaers ad amicos suos, Brussel, Vrienden van de Koninklijke Bibliotheek Albert I en Gemeentekrediet van België, 1984
- W.R.H. KOOPS & J. WIEDER (ed.), IFLA's First Fifty Years: Achievement and Challenge in International Librarianship, München, 1977.
- Jan CRAEYBECKX, De Spaanse Burgeroorloog in de socialistische syndicale pers. Een steekproef, in: België en de Spaanse Burgeroorlog, Belgisch Tijdschrift voor Nieuwste Geschiedenis, 1987, p. 357-392.

## Sources
- International Library Associations